# James Van Der Beek
James David Van Der Beek, Jr. (Cheshire, 8 maart 1977) is een Amerikaans acteur. Hij speelde onder meer van 1998 tot en met 2003 hoofdpersonage Dawson Leery in 128 afleveringen van de televisieserie Dawson's Creek. Van Der Beek heeft ook een rol gespeeld in de misdaadserie CSI: Cyber, daar speelt hij een FBI agent.
Van Der Beek trouwde op 5 juli 2003 met actrice Heather McComb. Het paar is in 2010 gescheiden. Van der Beek hertrouwde op 1 augustus 2010 in Tel Aviv. Met zijn tweede vrouw heeft hij vier dochters en twee zonen.

## Filmografie
- Downsizing (2017)
- CSI: Cyber (2015-2016, tv-serie)
- Law & Order: Special Victims Unit (2013), gastrol in de aflevering "Father Dearest"
- Don't Trust the B---- in Apartment 23 (2012-2014)
- Salem Falls (2011, televisiefilm)
- Stolen Lives (2009)
- Medium (2009)
- Taken in Broad Daylight (2009, televisiefilm)
- How I Met Your Mother (2008, 2012, 2013 en 2014), gastrol als Simon
- Final Draft (2007)
- The Plague (2006)
- Danny Roane: First Time Director (2006)
- Standing Still (2005)
- The Rules of Attraction (2002)
- Backwards (2002)
- Texas Rangers (2001)
- Jay and Silent Bob Strike Back (2001)
- Scary Movie (2000)
- Varsity Blues (1999)
- Dawsons Creek (1998-2003, tv-serie) - Dawson Leery
- Harvest (1998)
- I Love You, I Love You Not (1996)
- Angus (1995)
- Tenkû no shiro Rapyuta (1986, aka Castle in the Sky - Engelse stem van personage Pazu)

## Trivia
De ketting die hij droeg tijdens de opnames van Dawson's Creek had zijn moeder zelf gemaakt.
Ook heeft Van Der Beek een bijrol gespeeld in enkele afleveringen van One Tree Hill (6e seizoen).
Net zoals in Dawson's Creek speelde hij een filmregisseur.